# Petrus Antonius Ravelli
Petrus Antonius Ravelli (Amsterdam, 12 juni 1788 – aldaar, 8 februari 1861) was een Nederlandse schilder.

## Leven en werk
Ravelli was een zoon van de schoorsteenveger Giuseppi Ravelli en van Anna Ravelli, beiden afkomstig uit Italië. Hij was een leerling van de schilders Pieter Barbiers en Charles Howard Hodges en gaf op zijn beurt les aan Cornelis Kruseman. Ravelli was portret-, genre- en figuurschilder en schilderde ook miniaturen.